# جی (اصفهان)
جِی یکی از مناطق کهن شهر اصفهان است که قبل از حملهٔ عرب‌ها، «گِی» نامیده می‌شد. طی دوره‌های طولانی از تاریخ، شهر اصفهان از دو بخش بزرگ جی و یهودیه تشکیل می‌شد.
دیدگاه غالب، محل این هستهٔ تاریخی شهر را محلهٔ شهرستان کنونی در شرق اصفهان می‌داند. با این حال، دیدگاه دیگری یکسان دانستن جی و شهرستان را اشتباه جغرافی‌دانان سده‌های ششم به بعد هجری می‌داند و موقعیت مکانی جی را در مجاورت یهودیه (محلهٔ جوبارهٔ کنونی) در درون باروی تاریخی دورهٔ بوییان می‌انگارد. ابن رُسته توصیفی از باروی جی و ویژگی‌های اخترشناختی چهار دروازهٔ آن می‌آورد که با یکسان انگاشتن شهرستان و جی در تناقض است.
جی یکی از بزرگ‌ترین خیابان‌های اصفهان است. این محله در شرق اصفهان قرار دارد. این محله به دو قسمت تقسیم می‌شود: جی شرقی که به شهر خوراسگان منتهی می‌شود و قسمت غربی که به محلهٔ پروین اعتصامی و احمدآباد منتهی می‌شود.
در برخی روایات اسلامی آمده است که سلمان فارسی اهل قریهٔ جی اصفهان بوده است.

## یادداشت
1. ↑  دیگر تلفظ‌های این نام عبارت اند از: «گابا»، «گابیان»، «گابیه» و «گَبی»